# Font de Sant Salvador (Altadill)
|  | Aquest article tracta sobre la Font de Sant Salvador d'Altadill. Vegeu-ne altres significats a « Font de Sant Salvador (desambiguació)». |

La Font de Sant Salvador és una font propera al nucli d'Altadill al terme municipal de Sant Guim de Freixenet (Segarra), bastida sota el pla de Sant Salvador en una zona d'arbres i matolls, a pocs metres de la façana lateral de l'ermita de Sant Salvador.

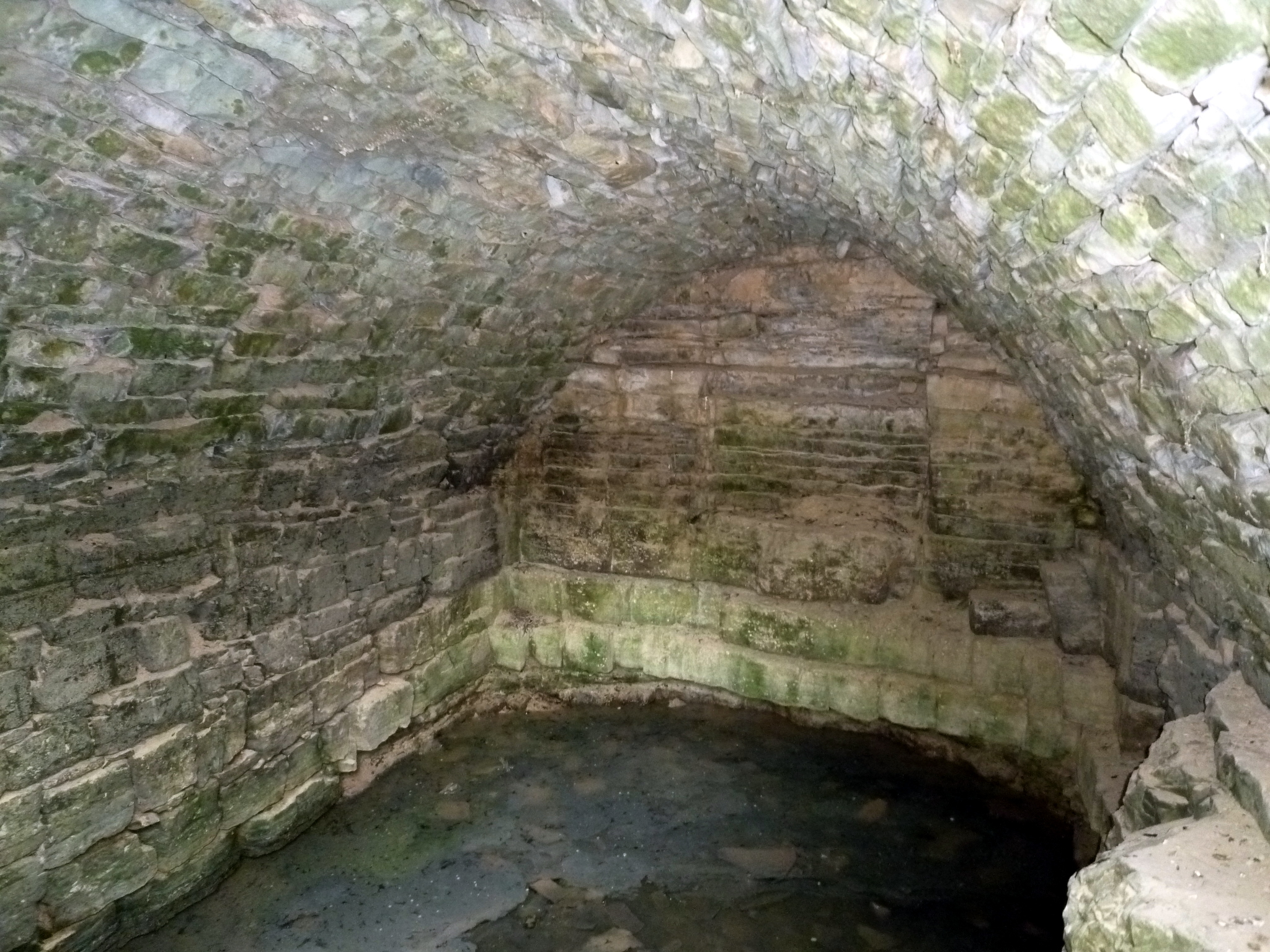
Interior de la font

Per poder accedir a l'interior de la font, va fer falta obrir una rasa, quedant delimitat aquest espai d'accés a partir de dos murs laterals obrats en pedra seca que atalussen el terreny. L'accés a l'interior de la font es fa a partir de l'estructura d'un quart de volta apuntada. L'espai interior és de planta rectangular, coberta amb una volta apuntada que arrenca sobre uns petits murs, bastits damunt la cinglera de roca, i capçalera plana. Finalment un brollador solcat a la mateixa roca, permet la sortida de l'aigua. Presenta un parament paredat obrat amb pedra seca, així com pedra disposada amb cantells per obrar la volta apuntada.